# Растеш
Растеш (мкд. Растеш) је насеље у Северној Македонији, у средишњем делу државе. Растеш припада општини Македонски Брод.

## Географија
Насеље Растеш је смештено у средишњем делу Северне Македоније. Од седишта општине, градића Македонски Брод, насеље је удаљено 55 km северно.
Рељеф: Растеш се налази у области Порече, која обухвата средишњи део слика реке Треске. Дато подручје је изразито планинско. Насеље је положено на источним падинама Суве Горе. Надморска висина насеља је приближно 910 метара.
Клима у насељу је планинска због знатне надморске висине. 

## Историја
Почетком 20. века, као и Порече, становништво Растеша је било наклоњено српској народној замисли, па се месно становништво у изјашњавало Србима.
Већина кућа у селу је изгорела у пожарима марта и јуна 1938.

## Становништво
По попису становништва из 2002. године, Растеш је имао 58 становника.
Претежно становништво у насељу су етнички Македонци (98% према последњем попису). Остало су махом Срби.
Већинска вероисповест у насељу је православље.